# هیرشویل (داکوتای شمالی)
هیرشویل (به انگلیسی: Hirschville) یک منطقهٔ مسکونی در ایالات متحده آمریکا است که در شهرستان دون، داکوتای شمالی واقع شده‌است.